# 若洲
若洲（わかす）は、東京都江東区の町名。現行行政地名は若洲一丁目から若洲三丁目。

## 地理
東京都江東区の南東沿岸部に位置する。城東地域内に当たる。北で砂町南運河を跨いで新木場と隣接し若洲橋で接続する。西の中央防波堤外側埋立地（町名未定）とは東京ゲートブリッジで接続している。町域内は工場や倉庫、東京湾の港湾設備の他、東半分は若洲海浜公園の公園用地となっている。全域が埋立地である。

### 河川（運河）
- 砂町南運河 - 若洲橋が架かる。

### 海洋
- 東京湾

## 歴史
若洲は過去には東京港埋立15号地と呼ばれ、夢の島に代わるごみの最終処分場として埋立が始まり、新夢の島の別名もあった。1977年3月13日など、しばしば自然発火による火災も発生したが、当時は建物や構造物などもなく被害は生じなかった。
埋立終了後、江東区の町名としての「若洲」の成立は1979年（昭和54年）11月1日である。2009年（平成21年）11月1日、住居表示実施とともに従来の「若洲」が「若洲一・二・三丁目」となった。

### 地名の由来
新たに生まれた「若い島」の意味であり、この意味から命名された「若洲橋」の名にちなむ。

### 沿革
- 1965年11月 - 東京港埋立15号地として埋立開始。
- 1974年5月 - 埋立終了。
- 1990年 - 若洲海浜公園が開園し、ゴルフ場やキャンプ場などの施設群が完成。

## 交通

### 鉄道
町域内に鉄道は通っていない。最寄駅はJR東日本京葉線・東京メトロ有楽町線・東京臨海高速鉄道りんかい線新木場駅となる。

### バス
- 東京都交通局（都営バス深川自動車営業所）木11系統

## 事業所
2021年（令和3年）現在の経済センサス調査による事業所数と従業員数は以下の通りである。
| 丁目       | 事業所数 | 従業員数 |
| ---------- | -------- | -------- |
| 若洲一丁目 | 22事業所 | 287人    |
| 若洲二丁目 | 35事業所 | 620人    |
| 若洲三丁目 | 7事業所  | 168人    |
| 計         | 64事業所 | 1,075人  |

### 事業者数の変遷
経済センサスによる事業所数の推移。
| 年                 | 事業者数 |
| ------------------ | -------- |
| 2016年（平成28年） | 53       |
| 2021年（令和3年）  | 64       |

### 従業員数の変遷
経済センサスによる従業員数の推移。
| 年                 | 従業員数 |
| ------------------ | -------- |
| 2016年（平成28年） | 1,062    |
| 2021年（令和3年）  | 1,075    |

## 施設
- 東京木材埠頭
- 若洲海浜公園 - 東京都が管理する公園。ゴルフ場などがある。新木場駅よりバス15分。
- 若洲公園 - 江東区が管理する公園。キャンプ場などがある。以前は若洲海浜公園の一部であり同公園と隣接している。
- 東京都下水道局若洲ポンプ所
- 東京都環境局15号地ポンプ監視所
- 東京ゲートブリッジ - 若洲と中央防波堤外側埋立地を結ぶ橋梁。
- ポートストア若洲店

## 同町を舞台・背景とした作品
テレビドラマ
- 『帰ってきたウルトラマン』（1971年 TBS）- 第22話に『15号地』として舞台となった。

## その他

### 日本郵便
- 郵便番号 : 136-0083[3]（集配局 : 城東郵便局[10]）。